# Zijlwijk-Zuid
Zijlwijk-Zuid is een woonbuurt in de Nederlandse stad Leiden, die deel uitmaakt van de wijk Merenwijk.